# Lussac (Żyronda)
Lussac – miejscowość i gmina we Francji, w regionie Nowa Akwitania, w departamencie Żyronda.
Według danych na rok 1990 gminę zamieszkiwały 1414 osoby, a gęstość zaludnienia wynosiła 60 osób/km² (wśród 2290 gmin Akwitanii Lussac plasuje się na 301. miejscu pod względem liczby ludności, natomiast pod względem powierzchni na miejscu 414.).